# Degueyo
Degueyo è un film del 1966, diretto da Giuseppe Vari Accreditato come Joseph Warren.

## Trama
Norman torna a Danger City per vendicarsi della morte del padre di cui sono responsabili gli uomini del bandito Ramon.
Nella cittadina però trova solo le donne, Ramon infatti ha ucciso gran parte degli uomini e rapito gli altri dai quali spera di ottenere le informazioni utili per trovare un tesoro nascosto da un ufficiale sudista nella zona.